# Ducetia unzenensis
Ducetia unzenensis är en insektsart som beskrevs av Yamasaki 1983. Ducetia unzenensis ingår i släktet Ducetia och familjen vårtbitare. Inga underarter finns listade i Catalogue of Life.